# Pilgrims Society
De Pilgrims Society is een Anglo-Amerikaans vriendschapsgenootschap dat bestaat uit twee afdelingen, de Pilgrims of Great Britain en de Pilgrims of the United States.

## Geschiedenis
De organisatie 'Pilgrims of Great Britain' werd opgezet in 1902, een jaar later gevolgd door 'Pilgrims of the United States'. Sindsdien ontmoeten leden van beide clubs elkaar om aandacht te schenken aan de zogenoemde 'speciale relatie' tussen Groot-Brittannië en de Verenigde Staten. De ontmoetingen worden doorgaans bijgewoond door enkele tientallen tot honderden bankiers, industriëlen, aristocraten, diplomaten en politici.

## Britse leden
- Prins Philip, beschermheer van de club
- Koningin Elizabeth II, beschermvrouwe van de club
- Prins Charles, beschermheer van de club
- Lord Astor of Hever, aristocraat
- Lord Carrington, politicus
- Lord Chalfont, bankier en conservatief actievoeder
- Sir Charles Hambro, bankierstelg
- Sir William Keswick, lid van een zakenfamilie
- Sir John Keswick, zie hierboven
- The Lords Kindersley, bankiers
- Edmund de Rothschild, bankier.

## Amerikaanse leden
- Zbigniew Brzezinski, veiligheidsadviseur onder Carter
- Andrew Carnegie, bekende industrieel
- Allen Dulles, CIA-directeur onder Eisenhower en Kennedy
- John Foster Dulles, staatssecretaris onder Eisenhower
- Alexander Haig, veiligheidsadviseur, hoofd van de SHAPE-organisatie en staatssecretaris
- Paul Mellon, lid van een bankiers- en oliefamilie
- John Pierpont Morgan, bankier
- David Rockefeller, filantroop
- John D. Rockefeller jr., Standard Oil en Chase Manhattan Bank
- George Shultz, staatssecretaris onder Reagan en directeur van Bechtel
- Henry Kissinger, veiligheidsadviseur en staatssecretaris onder Ford en Nixon
- Paul Volcker, voorzitter van de Federal Reserve Bank 1979-1987
- familie Watson, van IBM
- John Whitehead, voorzitter Goldman Sachs
- John Hay Whitney, lid van een zakenfamilie.